# تشينغ يولاي
تشينغ يولاي (بالصينية: 程月磊) (28 أكتوبر 1987 ببكين في الصين - ) هو لاعب كرة قدم صيني في مركز حراسة المرمى. شارك مع منتخب الصين لكرة القدم. أما مع النوادي، فقد لعب مع نادي بكين سينوبو غوان ونادي داليان شيده ونادي غوانغجو آر أند إف وSichuan First City F.C. ‏ ونادي شنجن.

## روابط خارجية
- تشينغ يولاي على موقع قاعدة بيانات كرة القدم.إي يو (الإنجليزية)
- تشينغ يولاي على موقع ناشيونال فوتبول تيمز (الإنجليزية)
- تشينغ يولاي على موقع Soccerway.com (الإنجليزية)